# Joel Cheruiyot
Joel Cheruiyot (* 8. April 1951) ist ein ehemaliger kenianischer Langstreckenläufer.
1978 wurde er bei den Commonwealth Games in Edmonton Siebter über 10.000 m.

## Bestzeiten
- 5000 m: 13:34,8 min, 20. Mai 1978, Corvallis
- 10.000 m: 27:50,25 min, 4. September 1979, Brüssel